# USS Tautog (SS-199)
USS Tautog (SS-199) là một  tàu ngầm lớp Tambor được Hải quân Hoa Kỳ chế tạo ngay trước Chiến tranh Thế giới thứ hai. Nó là chiếc tàu chiến đầu tiên của Hải quân Hoa Kỳ được đặt cái tên này, theo tên một loài trong họ Cá bàng chài. 
Nó đã phục vụ trong suốt Thế Chiến II, thực hiện tổng cộng mười ba chuyến tuần tra và đánh chìm được 26 tàu Nhật Bản với tổng tải trọng 72.606 tấn, xếp thứ hai về số lượng tàu và thứ bảy về tải trọng, trong số tàu ngầm Hoa Kỳ có thành tích nổi bật nhất trong chiến tranh, nên được mang biệt danh "The Terrible T". Con tàu được rút khỏi hoạt động nơi tuyến đầu vào đầu năm 1945 để làm nhiệm vụ huấn luyện cho đến khi chiến tranh kết thúc. Nó xuất biên chế năm 1945, và được sử dụng làm tàu huấn luyện dự bị cố định cho đến khi bị bán để tháo dỡ vào năm 1959. Tautog được tặng thưởng danh hiệu Đơn vị Tuyên dương Hải quân cùng mười bốn Ngôi sao Chiến trận do thành tích phục vụ trong Thế Chiến II.

## Thiết kế và chế tạo
Lớp Tambor có nhiều đặc tính được cải tiến so với tàu ngầm lớp Sargo dẫn trước. Hình dạng thân tàu được làm suôn thẳng hơn để đạt tốc độ nhanh hơn, và thùng lặn khẩn cấp được trang bị lại giúp con tàu lặn xuống nhanh hơn. Hệ thống động lực toàn diesel-điện được áp dụng, và giải quyết được sự cố chập mạch trước đây. Nó trang bị động cơ General Motors-Winton dẫn động máy phát điện, và động cơ điện kết nối với trục chân vịt qua hộp số giảm tốc.
Lần đầu tiên đối với tàu ngầm Hoa Kỳ, lớp Tambor có đến mười ống phóng ngư lôi gồm sáu trước mũi và bốn phía đuôi. Hiệu quả tác chiến được cải thiện nhờ bố trí lại người vận hành sonar và máy tính dữ liệu ngư lôi vào một tháp chỉ huy lớn hơn, cho phép trao đổi trực tiếp với hạm trưởng, cùng một kính tiềm vọng kiểu mới có đầu nhỏ hơn giúp khó bị phát hiện. Thoạt tiên được chỉ được trang bị pháo 3 in (76 mm)/50 caliber, boong tàu được gia cố sẵn đủ để lắp đặt pháo cỡ 5 in (130 mm)/51 caliber khi tình huống tác chiến đòi hỏi; nên vào khoảng đầu năm 1943, Tautog được nâng cấp lên cỡ pháo 5-inch khi đại tu.
Tautog được đặt lườn tại xưởng tàu của hãng Electric Boat Company ở Groton, Connecticut vào ngày 1 tháng 3, 1939. Nó được hạ thủy vào ngày 27 tháng 1, 1940, được đỡ đầu bởi bà Hallie N Edwards, phu nhân Đại tá Hải quân Richard S. Edwards, Tư lệnh Hải đội Tàu ngầm 5. Con tàu được cho nhập biên chế cùng Hải quân Hoa Kỳ vào ngày 3 tháng 7, 1940 dưới quyền chỉ huy của Hạm trưởng, Đại úy Hải quân Joseph Harris Willingham.

## Lịch sử hoạt động

### 1940 – 1941
Sau một giai đoạn huấn luyện ngắn tại eo biển Long Island, Tautog lên đường cho chuyến đi chạy thử máy tại vùng biển Caribe, kéo dài từ ngày 6 tháng 9 đến ngày 11 tháng 11, 1940. Nó quay trở lại New London, Connecticut và hoạt động từ căn cứ này cho đến đầu tháng 2, 1941, khi nó lên đường đi sang khu vực quần đảo Virgin. Vào cuối tháng 4, chiếc tàu ngầm quay về Căn cứ Tàu ngầm Hải quân New London để tiếp liệu, rồi cùng hai tàu ngầm khác lên đường vào ngày 1 tháng 5 để hướng sang quần đảo Hawaii. Sau các chặng dừng tại vùng kênh đào Panama và San Diego , California,, các con tàu đi đến Trân Châu Cảng vào ngày 6 tháng 6.
Tautog hoạt động tại khu vực Hawaii cho đến giữa tháng 10. Vào ngày 21 tháng 10, nó cùng tàu ngầm chị em Thresher (SS-200) lên đường thực hiện chuyến tuần tra mô phỏng chiến tranh kéo dài 45 ngày tại khu vực chung quanh đảo Midway. Nó lặn từ 16 đến 18 giờ mỗi ngày trong suốt 38 ngày liên tục, rồi quay trở về Trân Châu Cảng vào ngày 5 tháng 12. Nó đang ở lại căn cứ tàu ngầm Trân Châu Cảng khi Hải quân Đế Quốc Nhật Bản bất ngờ tấn công căn cứ Trân Châu Cảng vào ngày 7 tháng 12 khiến chiến tranh bùng nổ tại Mặt trận Thái Bình Dương. Không lâu sau khi trận đánh bắt đầu, pháo thủ của nó phối hợp cùng tàu ngầm Narwhal (SS-167) và một tàu khu trục đã bắn rơi một máy bay ném bom-ngư lôi đối phương.

### 1942

#### Chuyến tuần tra thứ nhất
Lên đường vào ngày 26 tháng 12, 1941 cho chuyến tuần tra đầu tiên trong chiến tranh, Tautog hoạt động trinh sát tại khu vực quần đảo Marshall trong suốt 26 ngày, chủ yếu tại khu vực phụ cận Kwajalein. Nó không thấy hoạt động của đối phương trên các đảo Rongelap, Wotho hay Bikini. Vào ngày 13 tháng 1, 1942, nó phóng ba quả ngư lôi tấn công một tàu rải mìn nhỏ, và bị đối phương phản công bằng mìn sâu. Sau khi kính tiềm vọng của nó bị sương mù, con tàu quay trở lại Trân Châu Cảng vào ngày 4 tháng 2, và tiếp tục đi đến Xưởng hải quân Mare Island tại Vallejo, California để được bảo trì.

#### Chuyến tuần tra thứ hai
Rời vùng bờ Tây vào ngày 9 tháng 4 để quay trở lại quần đảo Hawaii, Tautog rời Trân Châu Cảng vào ngày 24 tháng 4 cho chuyến tuần tra thứ hai, tiếp tục tại khu vực quần đảo Marshall. Trên đường đi đến khu vực tuần tra, gần đảo Johnston vào ngày 26 tháng 4, nó phát hiện kính tiềm vọng của một tàu ngầm đối phương đang cơ động vào vị trí tấn công thích hợp. Tautog chuyển hướng gấp và tấn công đối phương với một quả ngư lôi phía đuôi, tự nhận đã tiêu diệt được tàu ngầm Ro-30 (1.000 tấn). Tuy nhiên tài liệu thu được từ phía Nhật Bản sau chiến tranh không thể xác nhận chiến công này. Không lâu sau đó, Tautog được lệnh chuyển đến tuần tra tại khu vực Truk nhằm đánh chặn hạm đội Nhật Bản đang rút lui sau Trận chiến biển Coral, đặc biệt là các tàu sân bay Zuikauku và Shōkaku. Do tin tức tình báo từ Trân Châu Cảng ước lượng vận tốc của Shōkaku (đã bị hư hại sau trận chiến) thấp hơn thực tế, Tautog và hai tàu ngầm khác đi đến Truk quá trễ, sau khi Shōkaku đã rời Truk vào khoảng ngày 11 hay 12 tháng 5.
Ở phía Nam Truk vào ngày 16 tháng 5, Tautog phát hiện và tấn công một tàu chở dầu với hai quả ngư lôi Mark 14. Một quả ngư lôi chạy vòng trở lại buộc chiếc tàu ngầm phải lặn xuống né tránh, nhưng quả kia đã đánh trúng Goyo Maru (8.469 tấn), khiến chiếc tàu chở dầu hư hại nặng và buộc phải tự mắc cạn vào dãi san hô ngầm để tránh bị đắm. Hai ngày sau đó, tin tức tình báo lại báo trước về bốn tàu ngầm đối phương đang quay về sau trận chiến từ vùng biển San Hô, nhưng nó vẫn bị bất ngờ với mục tiêu thứ nhất lúc 05 giờ 34 phút, I-22, nên không thể tấn công. Tautog phát hiện và tấn công chiếc tàu ngầm thứ hai, I-24, nhưng không thể xác nhận kết quả. Sau đó lúc 10 giờ 50 phút, nó nhìn thấy mục tiêu thứ ba, chiếc I-28; và ngay lúc đối thủ tấn công, Tautog cũng phóng hai quả ngư lôi vào đối phương trước khi lặn xuống độ sâu 150 ft (46 m) để né tránh. Một trong hai quả ngư lôi đã trúng đích khiến đối thủ hỏng động cơ và nghiêng sang mạn phải. Tautog tiếp cận lúc 11 giờ 07 phút ở khoảng cách 800 yd (730 m), và phóng thêm một quả ngư lôi trúng đích, khiến I-28 đắm tại tọa độ 06°30′B 152°00′Đ / 6,5°B 152°Đ với tổn thất nhân mạng toàn bộ.
Sang ngày 22 tháng 5, Tautog phát hiện hai tàu buôn đang rời Truk nên tiếp cận ngầm để tấn công lúc 22 giờ 00; họ cho rằng đã đánh chìm được một mục tiêu, nhưng tàu chở hàng Sanko Maru (5.461 tấn) chỉ bị hư hại và quay trở lại cảng. Ba ngày sau đó, nó lại tấn công từ độ sâu kính tiềm vọng lúc 18 giờ 35 phút, đánh chìm tàu chở hàng Shoka Maru (4.467 tấn) tại vị trí khoảng 385 nmi (713 km) về phía Tây Nam Ulithi, tại tọa độ 04°07′B 143°32′Đ / 4,117°B 143,533°Đ, hai thủy thủ đã thiệt mạng. Chuyến tuần tra kết thúc tại căn cứ Fremantle, Australia vào ngày 11 tháng 6.

#### Chuyến tuần tra thứ ba
Trong chuyến tuần tra thứ ba từ ngày 17 tháng 7 đến ngày 10 tháng 9, Tautog hoạt động rải thủy lôi tại khu vực biển Đông, một phần do tình trạng chung tạm thời thiếu hụt ngư lôi. Vào ngày 6 tháng 8, tại vị trí khoảng 250 mi (400 km) về phía Đông Bắc vịnh Cam Ranh, lúc 01 giờ 21 phút, nó phóng một loạt ba quả ngư lôi tấn công một mục tiêu, và hai quả trúng đích đã đánh chìm tàu chở hành khách-hàng hóa Ohio Maru (5.900 tấn) tại tọa độ 13°51′B 113°15′Đ / 13,85°B 113,25°Đ; 38 hành khách, 2 bảo vệ cùng 72 thủy thủ đã thiệt mạng cùng con tàu.

#### Chuyến tuần tra thứ tư
Tautog được bảo trì cặp bên mạn tàu tiếp liệu tàu ngầm Holland (AS-3) tại Albany về phía Nam Fremantle, rồi lên đường vào ngày 8 tháng 10 cho chuyến tuần tra thứ tư để hoạt động tại biển Đông. Vào ngày 20 tháng 10, nó tấn công tàu đánh cá Nanshin Maru (33 tấn) bằng hải pháo trong biển Sulu và giải cứu bốn người Philipines trước khi đánh chìm mục tiêu tại tọa độ 06°59′B 119°20′Đ / 6,983°B 119,333°Đ. Đến ngày 27 tháng 10, chiếc tàu ngầm theo dõi một tàu chở hành khách cho đến chiều tối trước khi phóng hai quả ngư lôi tấn công, đánh chìm Hokuango Maru (khoảng 4.000 tấn), nguyên là tàu buôn Trung Quốc Pei An, tại tọa độ 10°20′B 108°43′Đ / 10,333°B 108,717°Đ.
Sang ngày hôm sau, chiếc tàu ngầm phóng một loạt ngư lôi tấn công một tàu buôn, nhưng các quả ngư lôi đã không kích nổ, và sau đó phải chịu đựng mìn sâu phản công từ các tàu hộ tống. Trong đêm 2 tháng 11, Tautog rải thủy lôi ngoài khơi ngoài khơi cảng Hải Phòng, Đông Dương thuộc Pháp, nhưng nhiều quả đã tự kích nổ sau khi được rải. Đến ngày 11 tháng 11, chiếc tàu ngầm lại phóng một quả ngư lôi tấn công một tàu chở hành khách nhưng bị trượt, và bị đối phương phản công với nhiều quả mìn sâu được thả xuống. Năm quả mìn được thả xuống gần con tàu đã gây nhiều hư hại. Nó quay trở về Fremantle mười ngày sau đó để sửa chữa và tái trang bị.

### 1943

#### Chuyến tuần tra thứ năm
Dưới quyền chỉ huy của hạm trưởng mới, Thiếu tá Hải quân William Bernard Sieglaff, Tautog xuất phát từ Fremantle vào ngày 15 tháng 12, 1942 cho chuyến tuần tra thứ năm, và hoạt động trong khu vực biển Java gần các đảo Ambon, Timor và Celebes (nay lả Sulawesi). Vào ngày 24 tháng 12, nó bắt gặp một tàu buôn tại eo biển Ombai và theo dõi cho đến 03 giờ 06 phút sáng ngày hôm sau; hai trong số ba quả ngư lôi phóng ra trúng đích đã đánh chìm chiếc Banshu Maru số 2 998 GRT ở vị trí 15 nmi (28 km) về phía Bắc Dili, Timor, tại tọa độ 08°40′N 124°30′Đ / 8,667°N 124,5°Đ. Tàu tuần tra đối phương đã truy lùng chiếc tàu ngầm trong suốt mười giờ trước khi rút lui.
Đêm hôm đó, Tautog đang trên đường hướng sang eo biển Alors khi nó phát hiện hai tàu đang di chuyển sang hướng Tây, được cho là một tàu buôn được một tàu vũ trang hộ tống; tuy nhiên các tàu đối phương bất ngờ hướng thẳng đến Tautog. Chiếc tàu ngầm lặn sâu để né tránh nhưng vẫn phải chịu đựng mìn sâu thả từ đội săn ngầm đối phương. Đến ngày 9 tháng 1, 1945, ở vị trí 18 nmi (33 km) về phía Đông Nam đảo Ambon, nhờ thông tin tình báo tín hiệu báo trước, nó đánh chặn tàu tuần dương hạng nhẹ Natori thuộc lớp Nagara ở khoảng cách 3.000 yd (2.700 m). Một trong hai quả ngư lôi phóng ra đã đánh trúng Natori lúc 09 giờ 43 phút, khiến tàu đối phương hỏng bánh lái. Khi mục tiêu bắt đầu di chuyển chậm trở lại, Tautog phóng thêm hai quả ngư lôi nhưng không trúng đích và bị đối phương phản công bằng hải pháo. Chiếc tàu tuần dương đối phương đã cố lếch được đến Ambon.
Su đó trong eo biển Salajar, vẫn nhờ thông tin tình báo tín hiệu báo trước, Tautog tiếp tục phát hiện một tàu tuần dương thứ hai, nhưng bốn quả ngư lôi phóng ra tấn công đều bị trượt trong bối cảnh biển động mạnh. Nó lại phát hiện một tàu buôn trong biển Banda vào ngày 22 tháng 1, và ba quả ngư lôi đã đánh chìm Hasshu Maru 1.873 GRT, nguyên là một tàu chở hành khách-hàng hóa Hà Lan bị Nhật Bản chiếm, ở vị trí 5 mi (8,0 km) về phía Đông eo biển Salier, ngoài khơi mũi cực Nam Celebes, tại tọa độ 05°40′N 120°30′Đ / 5,667°N 120,5°Đ. Tautog kết thúc chuyến tuần tra tại Fremantle vào ngày 30 tháng 1.

#### Chuyến tuần tra thứ sáu

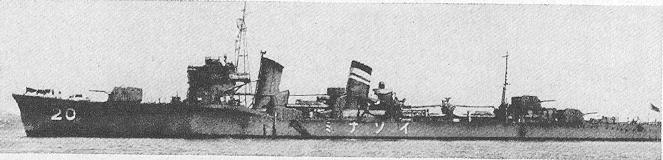
Tàu khu trục Isonami, bị Tautog đánh chìm vào ngày 9 tháng 4, 1943.

Tautog thực hiện chuyến tuần tra tiếp theo tại khu vực eo biển Makassar và chung quanh Balikpapan, nơi nó rải thủy lôi, từ ngày 24 tháng 2 đến ngày 19 tháng 4. Vào ngày 17 tháng 3, chiếc tàu ngầm phát hiện một tàu chở dầu bị mắc cạn trong khi phần cấu trúc thượng tầng đã bị hư hại do không kích; nó phóng một quả ngư lôi đánh trúng phía đuôi con tàu, gây ra một vụ nổ lớn và đánh chìm đuôi tàu. Tautog tiếp tục tấn công một tàu buôn với ba quả ngư lôi, nhưng đều bị trượt. Trong biển Celebes ngoài khơi đảo Boston vào ngày 9 tháng 4, chiếc tàu ngầm tấn công một đoàn tàu vận tải, lần lượt đánh chìm tàu buôn Penang Maru 5.214 GRT với ba quả ngư lôi, rồi đến lượt tàu khu trục Isonami (1.950 tấn) với ba quả ngư lôi, khi nó cứu vớt những người sống sót từ Penang Maru, cùng tại tọa độ 05°26′N 123°04′Đ / 5,433°N 123,067°Đ. Trong chuyến tuần tra này, chiếc tàu ngầm cũng thử nghệm khẩu pháo 5-inch/25 caliber mới được trang bị, vốn tháo dỡ từ một tàu ngầm tàu ngầm lớp Barracuda; nó đã dùng khẩu pháo này đánh chìm tổng cộng ba thuyền buồm đối phương.

#### Chuyến tuần tra thứ bảy
Tautog lại khởi hành từ Fremantle vào ngày 11 tháng 5 cho chuyến tuần tra thứ bảy, và hoạt động tại các khu vực biển Flores, vịnh Boni, biển Molucca, biển Celebes và vịnh Moru. Vào ngày 20 tháng 5, nó đánh chìm một thuyền buồm bằng hải pháo, rồi đến ngày 6 tháng 6 đã phóng một loạt ba quả ngư lôi tấn công một tàu chở hàng ở lối ra vào eo biển Basalin, và một quả đánh trúng đã khiến Shinei Maru 970 GRT đắm tại tọa độ 07°00′B 123°37′Đ / 7°B 123,617°Đ. Đến ngày 20 tháng 6, chiếc tàu ngầm lại phóng ngư lôi đánh chìm tàu chở hàng Meiten Maru 4.474 GRT ở vị trí khoảng 225 nmi (417 km) về phía Tây Bắc Saipan, tại tọa độ 15°57′B 140°57′Đ / 15,95°B 140,95°Đ. Tautog kết thúc chuyến tuần tra tại Trân Châu Cảng vào ngày 2 tháng 7, rồi tiếp tục quay về vùng bờ Tây để được đại tu tại Xưởng hải quân Hunter's Point.

#### Chuyến tuần tra thứ tám
Sau khi quay trở lại Trân Châu Cảng, Tautog xuất phát từ đây vào ngày 7 tháng 10 cho chuyến tuần tra thứ tám để hoạt động tại khu vực quần đảo Palau. Nó trồi lên mặt nước gần đảo Fais vào ngày 22 tháng 10 để bắn phá một nhà máy sản xuất phosphat, và sang ngày 4 tháng 11 đã đánh chìm Tàu săn ngầm số 30 (100 tấn) tại tọa độ 7°34′B 134°00′Đ / 7,567°B 134°Đ. Sau đó chiếc tàu ngầm đã gây hư hại cho một tàu chở dầu và ba tàu chở hàng; và do đã tiêu phí hết ngư lôi mang theo, nó theo dõi một đoàn tàu vận tải trong suốt hai ngày và báo cáo tọa độ mục tiêu về Trân Châu Cảng, trước khi kết thúc chuyến tuần tra tại Midway vào ngày 18 tháng 11.

### 1944

#### Chuyến tuần tra thứ chín
Tautog lên đường cho chuyến tuần tra thứ chín từ ngày 12 tháng 12, 1943 và hướng đến các đảo chính quốc Nhật Bản để hoạt động về phía Đông Nam Shikoku và dọc bờ biển phía Nam Honshū. Vào ngày 27 tháng 12, nó phóng một loạt ba quả ngư lôi tấn công một tàu buôn, và một đợt tương tự nhắm vào một tàu chở hành khách nhỏ; tuy nhiên nó không thể quan sát kết quả vì bị tàu hộ tống đối phương truy đuổi trong suốt bốn giờ và thả đến 99 quả mìn sâu. Đến ngày 3 tháng 1, 1944, ở vị trí về phía Nam Honshū, nó theo dõi một tàu chở hàng ngoài khơi cửa sông Kumano Kawa cách bờ biển nữa dặm, rồi phóng một loạt ba quả ngư lôi tấn công, đánh chìm chiếc Saishu Maru 2.082 GRT tại tọa độ 33°44′B 136°02′Đ / 33,733°B 136,033°Đ. Tàu hộ tống và máy bay tuần tra đối phương xuất hiện ngay sau đó, buộc chiếc tàu ngầm phải lặn sâu và rút lui.
Sang ngày hôm sau, Tautog bắt gặp một mục tiêu qua radar nên theo dõi đồng thời di chuyển đến vị trí thuận lợi hơn trước khi tấn công. Nó phóng một loạt sáu quả ngư lôi tấn công, và bốn quả trúng đích đã khiến Usa Maru 3.943 GRT vỡ làm đôi và đắm ở vị trí về phía Nam Honshū, tại tọa độ 34°09′B 136°50′Đ / 34,15°B 136,833°Đ. Đến ngày 11 tháng 1, chiếc tàu ngầm đánh chặn hai tàu buôn và phóng tổng cộng bốn quả ngư lôi tấn công, nghe thấy ít nhất hai tiếng nổ tại tọa độ 34°10′B 136°55′Đ / 34,167°B 136,917°Đ, nhưng không thể xác nhận kết quả vì bị tàu hộ tống đối phương truy đuổi; Tautog sau này được công nhận đã gây hư hại đáng kể cho tàu buôn Kogyo Maru, khi một quả ngư lôi đã đánh trúng và gây ngập nước phòng động cơ, khiến con tàu bị nghiêng sang mạn trái. Chiếc tàu ngầm kết thúc chuyến tuần tra tại Trân Châu Cảng vào ngày 30 tháng 1, nơi nó được bảo trì cặp bên mạn tàu tiếp liệu tàu ngầm Bushnell (AS-15).

#### Chuyến tuần tra thứ mười
Xuất phát từ Trân Châu Cảng cho chuyến tuần tra thứ mười, Tautog ghé đến Midway để tiếp thêm nhiên liệu trước khi hướng sang khu vực quần đảo Kuril, và đến ngày 5 tháng 3 đã đi đến khu vực tuần tra được chỉ định, kéo dài từ Paramushiro cho đến phía Bắc đảo Hokkaidō. Nó gặp một tai nạn vào ngày hôm đó, khi một cơn sóng lớn ập qua tàu đã cuốn một thủy thủ xuống biển mất tích. Đến ngày 13 tháng 3, chiếc tàu ngầm theo dõi một tàu buôn đối phương cho đến khi đi đến vị trí thuận lợi, và phóng một loạt ba quả ngư lôi tấn công từ khoảng cách 1.500 yd (1.400 m); hai quả trúng đích đã khiến Ryua Maru 1.925 GRT chết đứng giữa biển, nhưng mục tiêu vẫn không đắm ngay cả khi Tautog phóng thêm bốn quả ngư lôi nữa. Khi chiếc tàu ngầm trồi lên mặt nước để kết liễu mục tiêu bằng hải pháo, một tàu buôn khác xuất hiện để ứng cứu Ryua Maru. Tautog chuyển sang tấn công Shojen Maru 1.942 GRT với một loạt ba quả ngư lôi và đánh chìm mục tiêu; cả Ryua Maru lẫn Shojen Maru cùng đắm ở vị trí khoảng 20 nmi (37 km) về phía Tây đảo Rashuwa, tại tọa độ 47°41′B 152°41′Đ / 47,683°B 152,683°Đ.
Đến đêm 16 tháng 3, Tautog phát hiện qua radar một đoàn tàu vận tải gồm bảy chiếc đang di chuyển ngoài khơi Hokkaidō. Nó cơ động đến vị trí bên sườn phải đoàn tàu đối phương và phóng một loạt bốn quả ngư lôi nhắm vào hai tàu buôn đang chồng lấp nhau. Đang khi lặn xuống né tránh phản công từ một tàu hộ tống, nó ghi nhận ba tiếng nổ kèm theo âm thanh lườn tàu bị ép vỡ khi đắm. Chiếc tàu ngầm sau đó truy đuổi theo các mục tiêu còn lại, phóng tổng cộng bảy quả ngư lôi tấn công hai mục tiêu, trước khi bị một tàu khu trục đối phương truy đuổi trong suốt một giờ rưỡi. Tautog được ghi công đã đánh chìm tàu khu trục Shirakumo (1.750 tấn), và tàu chở hành khách-hàng hóa Nichiren Maru 5.460 GRT cùng tại tọa độ 42°25′B 144°55′Đ / 42,417°B 144,917°Đ. Nó kết thúc chuyến tuần tra và quay trở về Midway vào ngày 23 tháng 3.

#### Chuyến tuần tra thứ mười một
Trong chuyến tuần tra thứ mười một diễn ra từ ngày 17 tháng 4 đến ngày 21 tháng 5, Tautog tiếp tục hoạt động tại khu vực quần đảo Kuril. Vào ngày 2 tháng 5, nó bắt gặp một tàu chở hàng trong một cảng nhỏ trên đảo Matsuwa Jima, và đã phóng bốn quả ngư lôi tấn công từ khoảng cách 2.000 yd (1.800 m), ghi được một quả trúng đích; chiếc tàu ngầm phóng thêm hai quả ngư lôi một giờ sau đó và ghi thêm một quả trúng đích, đánh đắm tàu chở hàng Lục quân Ryoyo Maru 5.973 GRT ở vùng nước nông 24 ft (7,3 m), tại tọa độ 48°04′B 153°16′Đ / 48,067°B 153,267°Đ. Sang sáng ngày hôm sau, trong hoàn cảnh sương mù, nó phát hiện mục tiêu qua radar nên tiếp cận và phóng bốn quả ngư lôi tấn công; hai quả trúng đích đã đánh chìm tàu vận tải Fushimi Maru 4.935 GRT ở vị trí về phía Nam đảo Urup, tại tọa độ 45°28′B 149°56′Đ / 45,467°B 149,933°Đ.
Đến ngày 8 tháng 5, Tautog bắt gặp một đoàn tàu vận tải, và đã phóng ngư lôi nhắm vào chiếc tàu buôn to nhất, một quả trúng đích đã gây hư hại cho mục tiêu, và thêm hai quả nữa đánh chìm tàu vận tải Miyazaki Maru 3.943 GRT trong eo biển Tsugaru ngoài khơi Ōminato ở phía Bắc đảo Honshū, tại tọa độ 41°52′B 141°12′Đ / 41,867°B 141,2°Đ. Các tàu hộ tống đã phản công bằng mìn sâu trong suốt bảy giờ, nhưng không gây hư hại cho chiếc tàu ngầm. Đến lúc bình minh ngày 9 tháng 5, nó lại phóng ngư lôi tấn công một tàu buôn, nhưng không trúng đích; rồi ba ngày sau đó, Tautog phóng nốt ba quả ngư lôi cuối cùng đánh chìm tàu chở hàng Banei Maru số 2 1.186 GRT ở vị trí về phía Đông Bắc đảo Honshū, tại tọa độ 40°01′B 141°58′Đ / 40,017°B 141,967°Đ. Tautog kết thúc chuyến tuần tra tại Trân Châu Cảng.

#### Chuyến tuần tra thứ mười hai
Tautog khởi hành từ Trân Châu Cảng vào ngày 23 tháng 6 cho chuyến tuần tra thứ mười hai để hoạt động tại vùng bờ biển phía Đông Honshū và Hokkaidō. Vào ngày 8 tháng 7, nó lần lượt phóng hai loạt ngư lôi đánh chìm tàu chở hàng Matsu Maru 887 GRT, vốn đang vận chuyển gỗ từ Tokyo đến Muroran, ngoài khơi Honshū, tại tọa độ 41°17′B 141°30′Đ / 41,283°B 141,5°Đ. Sang ngày hôm sau 9 tháng 7, đang khi tuần tra ngoài khơi Kushiro, Hokkaidō, nó đánh chìm tàu đánh cá Yamata Maru (18 tấn) bằng hải pháo tại tọa độ 43°06′B 144°08′Đ / 43,1°B 144,133°Đ. Đến ngày 19 tháng 7, nó đánh chìm tàu tuần tra Hokuriku Maru  số 1 (148 tấn) ở vị trí về phía Đông Bắc Tori Jima, tại tọa độ 31°30′B 140°00′Đ / 31,5°B 140°Đ. Cuối cùng vào ngày 2 tháng 8, nó đánh chìm tàu chở hàng Konei Maru 1.992 GRT ngoài khơi Honshū, tại tọa độ 33°57′B 136°20′Đ / 33,95°B 136,333°Đ. Tautog kết thúc chuyến tuần tra tại Midway vào ngày 10 tháng 8, và tiếp tục quay về vùng bờ Tây Hoa Kỳ để được đại tu.

### 1945

#### Chuyến tuần tra thứ mười ba
Tautog xuất phát từ Trân Châu Cảng vào ngày 17 tháng 12, 1944 cho chuyến tuần tra thứ mười ba, cũng là chuyến cuối cùng. Nó ghé đến Midway và Saipan trước khi cùng tàu ngầm Silversides (SS-236) hướng sang khu vực tuần tra trong biển Hoa Đông. Vào ngày 17 tháng 1, 1945, Tautog phát hiện một con tàu đang hướng thẳng đến mình, nên đã phóng một loạt ba quả ngư lôi tấn công, và đánh trúng mũi tàu đối phương, rồi thêm một quả ngư lôi nữa từ khoảng cách 700 yd (640 m), đánh chìm Tàu vận tải số 15 (1.500 tấn) ở vị trí về phía Nam Kyūshū, tại tọa độ 31°09′B 130°29′Đ / 31,15°B 130,483°Đ.
Vào đêm 20 tháng 1, ở vị trí về phía Nam eo biển Tsushima, Tautog phát hiện một tàu đối phương từ khoảng cách 10.000 yd (9.100 m), nên tiếp cận và tấn công với ba quả ngư lôi, và hai quả trúng đích đã đánh chìm tàu tiếp liệu xuồng phóng lôi Shuri Maru (1.857 tấn), vốn đang trên đường từ Thanh Đảo, Trung Quốc đến Sasebo, tại tọa độ 33°37′B 128°40′Đ / 33,617°B 128,667°Đ. Sang ngày hôm sau, nó tấn công một tàu chở dầu, nhưng không thể đánh giá kết quả vì phải né tránh tàu hộ tống đối phương. Trên đường quay trở về căn cứ, vào ngày 26 tháng 1, nó còn đánh chìm tàu đánh cá gỗ Naga Maru số 11 (43 tấn) bằng hải pháo tại tọa độ 30°00′B 136°20′Đ / 30°B 136,333°Đ, trước khi về đến Midway vào ngày 1 tháng 2.

#### Phục vụ như tàu huấn luyện
Từ ngày 2 tháng 3, Tautog chuyển sang phục vụ cho việc huấn luyện chống tàu ngầm của không lực hải quân trong một tháng tại khu vực Trân Châu Cảng. Nó đi đến San Diego vào ngày 9 tháng 4, và hoạt động phối hợp cùng Khoa Nghiên cứu Chiến tranh Đại học California để thử nghiệm thiết bị mới nhằm tăng cường độ an toàn tàu ngầm. Khi Thế Chiến II kết thúc, vào ngày 7 tháng 9, nó đi đến San Francisco để gia nhập Hạm đội Dự bị Thái Bình Dương, nhưng lại được lệnh lên đường vào ngày 31 tháng 10 để chuyển sang vùng bờ Đông. Tautog đi đến Portsmouth, New Hampshire vào ngày 18 tháng 11, và được cho xuất biên chế vào ngày 8 tháng 12, 1945.

### 1946 - 1959
Tautog được chọn để tham gia Chiến dịch Crossroads, cuộc thử nghiệm bom nguyên tử tại đảo san hô vòng Bikini vào giữa năm 1946, nhưng kế hoạch này bị hủy bỏ. Thay vào đó con tàu được điều về Quân Khu Hải quân 9 vào ngày 9 tháng 5, 1947 để phục vụ như tàu huấn luyện cho Hải quân Dự bị Hoa Kỳ. Nó được kéo đến Wisconsin, và đi đến Milwaukee vào ngày 26 tháng 12, 1947, nơi nó phục vụ như tàu huấn luyện cố định cho Trung tâm Huấn luyện Hải quân Dự bị Ngũ Đại Hồ trong suốt một tập niên tiếp theo. Nó ngừng hoạt động và rút tên khỏi danh sách Đăng bạ Hải quân vào ngày 11 tháng 9, 1959. Con tàu được bán cho hãng Bultema Dock and Dredge Co. tại Manistee, Michigan để tháo dỡ vào ngày 15 tháng 11, 1959.

## Phần thưởng
Tautog được tặng thưởng danh hiệu Đơn vị Tuyên dương Hải quân cùng mười bốn Ngôi sao Chiến trận do thành tích phục vụ trong Thế Chiến II. Nó được ghi công đã đánh chìm 26 tàu Nhật Bản với tổng tải trọng 72.606 tấn, xếp thứ hai về số tàu và hạng bảy về tải trọng, trong số tàu ngầm Hoa Kỳ có thành tích nổi bật nhất trong chiến tranh.
|  |                                                                                   |  |
|  | Silver star · Silver star · Bronze star · Bronze star · Bronze star · Bronze star |  |

| Dãi băng Hoạt động Tác chiến  | Đơn vị Tuyên dương Hải quân                                              | Huân chương Phục vụ Phòng vệ Hoa Kỳ  |
| Huân chương Chiến dịch Hoa Kỳ | Huân chương Chiến dịch Châu Á-Thái Bình Dương với 14 Ngôi sao Chiến trận | Huân chương Chiến thắng Thế Chiến II |